# Ligne 3F du tramway de Szeged
Pour les articles homonymes, voir Ligne 3.
La ligne 3F du tramway de Szeged circule entre Tarján et Fonógyári út. 